# Jason Lochhead
Jason Lochhead (* 12. März 1984 in Tauranga) ist ein ehemaliger neuseeländischer Beachvolleyballspieler.

## Karriere
Jason Lochhead spielte von 2004 bis 2012 mit Kirk Pitman auf der FIVB World Tour. Die beiden Neuseeländer wurden 2004 und 2005 Vize-Asienmeister und nahmen viermal in Folge an Weltmeisterschaften teil, wobei ihre beste Platzierung ein neunter Rang 2009 in Stavanger war. Nach dem Karriereende von Pitman spielte Lochhead von 2012 bis 2016 zusammen mit Ben O’Dea. Außerdem nahm er mit Russ Marchewka und anderen Partnern an der US-amerikanischen AVP Tour teil.